# Actenodia billbergi
Actenodia billbergi là một loài bọ cánh cứng trong họ Meloidae. Loài này được Gyllenhal miêu tả khoa học năm 1817.